# Mosorovac
Mosorovac je naselje u gradu Lukavac, Federaciji BiH.

## Geografija
Geografski lociran između rijeke Turije i Modračkog jezera, kao i mjesta Babice, Bikodže, Puračić i Prokosovići.

## Istorija
Mosorovac je 30tih godina bio posjed Jova Marjanovića "Zeničara". Početkom 1941. godine ustaše mu ubijaju sina jedinca Joca Marjanovića, te iz njega ostaju samo kćeri: Jovanka, Mila, Zora i Vukosava. Ljudi koji su na neki način obilježili istoriju ovog mjesta su: Rajko Maksimović, Drago Bošković, Isajlo Stanišić, Mihajlo Cvjetković, Milorad Stanišić i drugi. Početkom ratnih dešavanja 1992. godine srpski živalj iz Mosorovca se ponovo našao u zbijegu ka planini Ozren, odakle je takođe protjeran 1995. godine. Trenutno oni su raseljeni od zemalja zapadne Evrope, preko SAD-a do Australije. U Mosorovcu je rastao i dr Mitar Perušić.